# Abby Dalton
Abby Dalton, geboren als Marlene Wasden (Las Vegas (Nevada), 15 augustus 1932 - Los Angeles, 23 november 2020) was een Amerikaans actrice.
Dalton begon haar carrière als actrice in 1957, toen ze te zien was in verscheidene B-films. Later had ze gastrollen in onder andere Have Gun - Will Travel, Maverick en Rawhide. In 1959 kreeg Dalton een vaste rol in Hennessy, een serie die in 1962 uiteindelijk van de buis werd gehaald. Een paar maanden later kreeg ze de rol van Joey Bishops vrouw in The Joey Bishop Show. In Falcon Crest speelt ze de rol van Julia Cumson, de dochter van hoofdpersonage Angela Channing en moeder van Lance Cumson. In het eerste seizoen was Julia een personage dat veelal op de achtergrond bleef. Dat veranderde toen aan het einde van het seizoen de ontknoping volgde van de moord op Carlo Agretti. Julia bleek de dader, en dat betekende dat Abby Dalton in de volgende seizoenen in een spectaculaire verhaallijn terechtkwam: eerst in de gevangenis, waar ze slecht werd behandeld door haar medegevangenen en een corrupte bewaakster. Vervolgens wist ze uit de gevangenis te ontsnappen, en daarna zat ze opgesloten in een brandend huis, waar ze bewusteloos was neergevallen. Het leek het einde van het personage Julia, maar inmiddels was die zo populair geworden dat ze ook in de volgende seizoenen nog te zien was.
Sinds 1999 is Dalton niet meer actief als actrice. Ze overleed op 88-jarige leeftijd.

## Filmografie
- 1957: Carnival Rock
- 1957: Rock All Night - Julie
- 1957: Teenage Doll
- 1957: The Saga of the Viking Women and Their Voyage to the Waters of the Great Sea Serpent - Desir
- 1958: Cole Younger, Gunfighter - Lucy Antrim
- 1958: Girls on the Loose - Agnes Clark
- 1958: Stakeout on Dope Street - Kathy
- 1958: The High Cost of Loving - Cora
- 1966: The Plainsman - Calamity Jane
- 1977: A Whale of a Tale - Anne Fields
- 1981: Falcon Crest - Julia Cumson
- 1989: Roller Blade Warriors: Taken by Force - Mother Speed
- 1994: CyberTracker - Chief Olson
- 1999: Buck and the Magic Bracelet - Ma Dalton

- Biblioteca Nacional de España: XX4804736
- Gemeinsame Normdatei: 122251995X
- International Standard Name Identifier: 0000 0001 1488 5856
- Library of Congress Control Number: nr2005023972
- Istituto Centrale per il Catalogo Unico: UBOV351403
- SNAC: w6wn5xvq
- Virtual International Authority File: 22099576
- WorldCat: E39PBJy4fG6gD6W8bqWyKRcMfq